# 浅羽莢子
浅羽 莢子（あさば さやこ、1953年8月15日 - 2006年9月18日）は、日本の英米文学翻訳者。
女性作家の作品を多数、翻訳している。女性の本格ミステリ作家の翻訳が多数。ファンタジーではダーク・ファンタジー分野の翻訳が多数。
インド・ボンベイ出生。日本SF作家クラブ、日本推理作家協会会員。Dorothy L. Sayers Historical and Literary Society会員。筆名に西森咲也子(ニシモリ サヤコ) 。
外交官の父の赴任で米国、英国、マレーシアと3ケ国で生活を送った。1976年、東京大学文学部史学科卒業。1976年、講談社勤務を経て、1978年津田スクール・オヴ・ビジネス、東京YMCA各非常勤講師。1978年にハヤカワ・ミステリマガジン誌で翻訳デビューした。1981年より1年間英国ウォーリック大学大学院に留学。
2006年9月18日、がんで死去。享年53。

## 主な訳書

### ミステリ・現代小説
- シャーロット・マクラウド
  - 『納骨堂の奥に』（創元推理文庫、1989.3）
  - 『下宿人が死んでいく』（創元推理文庫、1989.9）
  - 『盗まれた御殿』（創元推理文庫、1990.7）
  - 『ビルバオの鏡』（創元推理文庫、1991.3）
  - 『消えた鱈』（創元推理文庫、1991.10）
  - 『唄う海賊団』（創元推理文庫、1992.10）
  - 『リサイクルされた市民』（創元推理文庫、1994.5）
  - 『復活の人』（創元推理文庫、1996.3）
  - 『お楽しみが一杯!』（創元推理文庫、1993.8、高田恵子との共訳）
  - 『潮の騒ぐ家』（創元推理文庫、1992.4、アリサ・クレイグ名義）
- ジル・チャーチル　『主婦探偵ジェーン』シリーズ
  1. 『ゴミと罰』（創元推理文庫、1991.8）
  2. 『毛糸よさらば』（創元推理文庫、1992.12）
  3. 『死の拙文』（創元推理文庫、1995.12）
  4. 『クラスの動物園』（創元推理文庫、1996.4）
  5. 『忘れじの包丁』（創元推理文庫、1997.2）
  6. 『地上より賭場に』（創元推理文庫、1997.9）
  7. 『豚たちの沈黙』（創元推理文庫、1999.6）
  8. 『エンドウと平和』（創元推理文庫、2001.11）
  9. 『飛ぶのがフライ』（創元推理文庫、2007.1）
- ドロシー・L・セイヤーズ　『ピーター・ウィムジイ卿』シリーズ
  1. 『誰の死体?』（創元推理文庫、1993.9）
  2. 『雲なす証言』（創元推理文庫、1994.4）
  3. 『不自然な死』（創元推理文庫、1994.11）
  4. 『ベローナ・クラブの不愉快な事件』（創元推理文庫、1995.5）
  5. 『毒を食らわば』（創元推理文庫、1995.11）
  6. 『五匹の赤い鰊』（創元推理文庫、1996.6）
  7. 『死体をどうぞ』（創元推理文庫、1997.4）
  8. 『殺人は広告する』（創元推理文庫、1997.8）
  9. 『ナイン・テイラーズ』（創元推理文庫、1998.2）
  10. 『学寮祭の夜』（創元推理文庫、2001.8）
- シャーリン・マクラム
  - 『暗黒太陽の浮気娘』（早川書房 ミステリアス・プレス文庫、1989.7）
  - 『丘をさまよう女』（早川書房 ミステリアス・プレス文庫、1996.1）
  - 『いつか還るときは』（早川書房 ミステリアス・プレス文庫、1998.4）
- テス・ジェリッツェン
  - 『命の収獲』（角川書店、1997.5）
  - 『中間生命体』（角川書店、1999.2）
  - 『僕の心臓を盗まないで』（角川文庫、2001.1）
- ドロシー・キャネル
  - 『死がかよう小道』（現代教養文庫、1992.5）
  - 『未亡人クラブ』（ハヤカワ・ミステリ文庫、1992.8）
- マイケル・ギルバート　『スモールボーン氏は不在』（小学館、2003.9）
- クリスティン・グリーン　『看護婦探偵ケイト』（扶桑社ミステリー、2001.8）
- チャールズ・パリサー　『大聖堂の悪霊』（早川書房、2000.9）
- アン・ライス　『幻のヴァイオリン』（扶桑社、1999.12　扶桑社ミステリー、2001.11）
- ジョン・フランクリン・バーディン　『悪魔に食われろ青尾蠅』（翔泳社、1999.10　創元推理文庫、2010.12）
- アン・ペリー　『娼婦殺し』（集英社文庫、1999.8）
- ピーター・ディキンスン　『毒の神託』（原書房、1998.3）
- エイダン・チェンバーズ　『おれの墓で踊れ』（徳間書店、1997.11）
- ナイオ・マーシュ　『ランプリイ家の殺人』（国書刊行会 世界探偵小説全集17、1996.10）
- スティーヴ・セイヤー　『気象予報士　上・下』（角川文庫、1996.4）
- エドマンド・ホワイト　『螺旋』（早川書房、1995.6）
- ジェーン・S・ヒッチコック　『魔女の鉄鎚』（角川書店、1995.5　角川文庫、1997.7）
- エマ・テナント　『影の姉妹』（筑摩書房、1993.9）
- キャロライン・グレアム　『うつろな男の死』（創元推理文庫、1993.6）
- モリー ハードウィック　『悪意の家』（現代教養文庫、1992.9）
- ロバート・バーナード　『暗い夜の記憶』（現代教養文庫、1991.3）
- アン・ハート　『ミス・マープルの愛すべき生涯』（晶文社、1989.4）
- マーガレット・ヨーク　『殺意が疾る夜』（二見文庫、1987.5）
- ポーリン・G・ウィンズロウ　『贋金シンフォニー』（早川書房、1981.8）
- リアノー・フライシャー　『フェーム』（早川書房、1980.1）
- フランク・パリッシュ　『蜜蜂の罠』（早川書房、1979.11）

### SF・ファンタジー
- ジョナサン・キャロル
  - 『死者の書』（創元推理文庫、1988.7）
  - 『我らが影の声』（創元推理文庫、1991.1）
  - 『月の骨』（創元推理文庫、1989.8）
  - 『炎の眠り』（創元推理文庫、1990.6）
  - 『空に浮かぶ子供』（創元推理文庫、1991.3）
  - 『犬博物館の外で』（創元推理文庫、1992.12）
  - 『沈黙のあと』（東京創元社、1994.12　創元推理文庫、1997.11）
  - 『天使の牙から』（東京創元社、1995.11　創元推理文庫、2007.5）
  - 『パニックの手：ジョナサン・キャロル短編集1』（東京創元社、1996.11　創元推理文庫、2006.5）
  - 『黒いカクテル：ジョナサン・キャロル短編集2』（東京創元社、1997.3　創元推理文庫、2006.7）
  - 『蜂の巣にキス』（創元推理文庫、2006.4）
- ダイアナ・ウィン・ジョーンズ
  - 『わたしが幽霊だったとき』（創元推理文庫、1993.10　東京創元社、2004.11）
  - 『九年目の魔法』（創元推理文庫、1994.9　東京創元社、上・下、2004.11）
  - 『ダークホルムの闇の君』（創元推理文庫、2002.10　東京創元社、上・下、2006.7）
  - 『グリフィンの年』（創元推理文庫、2003.8　東京創元社、上・下、2007.11）
- スーザン・クーパー　『闇の戦い』シリーズ
  1. 『光の六つのしるし』（評論社、1981.5　評論社Fantasy classics、2006.12）
  2. 『みどりの妖婆』（評論社、1981.8　評論社Fantasy classics、2006.12）
  3. 『灰色の王』（評論社、1981.11　評論社Fantasy classics、2007.3）
  4. 『樹上の銀』（評論社、1982.10　評論社Fantasy classics、2007.3）
- タニス・リー
  - 『闇の公子』（ハヤカワ文庫FT、1982.10　改版2008.9）
  - 『惑乱の公子』（ハヤカワ文庫FT、1986.7）
  - 『熱夢の女王』（ハヤカワ文庫FT、1989.3）
  - 『妖魔の戯れ』（ハヤカワ文庫FT、1990.7）
  - 『幻獣の書：パラディスの秘録』（角川書店、1992.5　角川ホラー文庫、1994.4　創元推理文庫、2015.2）
  - 『堕ちたる者の書：パラディスの秘録』（角川書店、1992.7　角川ホラー文庫、1994.10　創元推理文庫、2015.1）
  - 『幻魔の虜囚』（ハヤカワ文庫FT、1983.4）
- アン・マキャフリィ
  - 『塔の中の姫君』（ハヤカワ文庫SF、1981.1）
  - 『クリスタルシンガー』（ハヤカワ文庫SF、1984.10）
  - 『キラシャンドラ』（ハヤカワ文庫SF、1987.10）
  - 『竜の夜明け 上・下』（ハヤカワ文庫SF、1990.3）
  - 『友なる船』（創元SF文庫、1995.5、マーガレット・ポールとの共著）
- マーヴィン・ピーク　『ゴーメンガースト』三部作
  1. 『タイタス・グローン』（創元推理文庫、1985.4）
  2. 『ゴーメンガースト』（創元推理文庫、1987.2）
  3. 『タイタス・アローン』（創元推理文庫、1988.1）
- ピアズ・アンソニイ　『クラスター・サーガ』シリーズ
  1. 『キルリアンの戦士』（ハヤカワ文庫SF、1991.9）
  2. 『タローの乙女』（ハヤカワ文庫SF、1991.11）
  3. 『オーラの王者』（ハヤカワ文庫SF、1992.1）
- ケイト・コンスタブル　『万歌の歌い手：トレマリスの歌術師1』（ポプラ社、2008.6）
- エリザベス・ハンド　『冬長のまつり』（ハヤカワ文庫SF、1994.2）
- ジョエル・ローゼンバーグ　『眠れる龍：炎の剣士1』（現代教養文庫、1989.1）
- ジョン・ベレアーズ　『霜の中の顔』（ハヤカワ文庫FT、1987.10）
- ジョーン・D・ヴィンジ　『琥珀のひとみ』（創元推理文庫、1983.9、岡部宏之との共訳）
- L・スプレイグ・ディ＝キャンプ、フレッチャー・プラット　『妖精の王国』（ハヤカワ文庫、1980.6）
- ジョイ・チャント　『赤い月と黒の山』（評論社、1980.4）

### ゲームブック関連
- スティーブ・ジャクソン、イアン・リビングストン　『火吹山の魔法使い』（現代教養文庫、1984.12　扶桑社、2005.5）
- スティーブ・ジャクソン
  - 『バルサスの要塞』（現代教養文庫、1985.4　扶桑社、2005.5）
  - 『さまよえる宇宙船』（現代教養文庫、1985.9）
  - 『ソーサリー』四部作

  1. 『シャムタンティの丘を越えて』（創土社、2003.8）
  2. 『魔の罠の都』（創土社、2003.12）
  3. 『七匹の大蛇』（創土社、2004.5）
  4. 『諸王の冠』（創土社、2005.3）
- イアン・リビングストン
  - 『雪の魔女の洞窟』（現代教養文庫、1986.4）
  - 『恐怖の神殿』（現代教養文庫、1987.1）
- マーク・ガスコイン編　『モンスター事典：ファイティングファンタジー』（現代教養文庫、1986.10）

## 参考資料
- 日外アソシエーツ現代人物情報